# Liste der Staatsoberhäupter 65 v. Chr.
Übersicht
◄◄ | ◄ | 69 v. Chr. | 68 v. Chr. | 67 v. Chr. | 66 v. Chr. | Liste der Staatsoberhäupter 65 v. Chr. | 64 v. Chr. | 63 v. Chr. | 62 v. Chr. | 61 v. Chr. | ► | ►►

Weitere Ereignisse

## Afrika
- Ägypten
  - König: Ptolemaios XII. (80–58 v. Chr.)

- Massylier
  - König: Hiempsal II. (88–60 v. Chr.)

## Asien
- Armenien
  - König: Tigranes II. (95–55 v. Chr.)

- Charakene
  - König: Tiraios II. (79/78–49/48 v. Chr.)

- China
  - Kaiser: Han Xuandi (74–49 v. Chr.)

- Iberien (Kartlien)
  - König: Artag (78–63 v. Chr.)

- Indien
  - Indo-Griechisches Reich
    - König: ???

  - Indo-Skythisches Königreich
    - König: Spalahores (75–65 v. Chr.)
    - König: Spalirises (65–57 v. Chr.)

  - Shatavahana
    - König: Svati (66–56 v. Chr.)

- Japan (Legendäre Kaiser)
  - Kaiser: Sujin (97–30 v. Chr.)

- Judäa
  - König: Aristobulos II. (67–63 v. Chr.)

- Kappadokien
  - König: Ariobarzanes I. (95–62 v. Chr.)

- Kommagene
  - König: Antiochos I. (69–38 v. Chr.)

- Korea
  - Bukbuyeo
    - König: Godumak (108–60 v. Chr.)

  - Dongbuyeo
    - König: Haeburu (86–48 v. Chr.)

- Nabataea
  - König: Aretas III. (87–62 v. Chr.)

- Osrhoene
  - König: Abgar II. (68–52 v. Chr.)

- Partherreich
  - Schah (Großkönig): Phraates III. (70–57 v. Chr.)

- Pontos
  - König: Mithridates VI. (120–63 v. Chr.)

- Seleukidenreich
  - König: Antiochos XIII. (69–64 v. Chr.)

## Europa
- Bosporanisches Reich
  - König: Mithridates VI. (108–63 v. Chr.)

- Römisches Reich
  - Konsul: Lucius Aurelius Cotta (65 v. Chr.)
  - Konsul: Lucius Manlius Torquatus (65 v. Chr.)